# 에케르트 제6도법

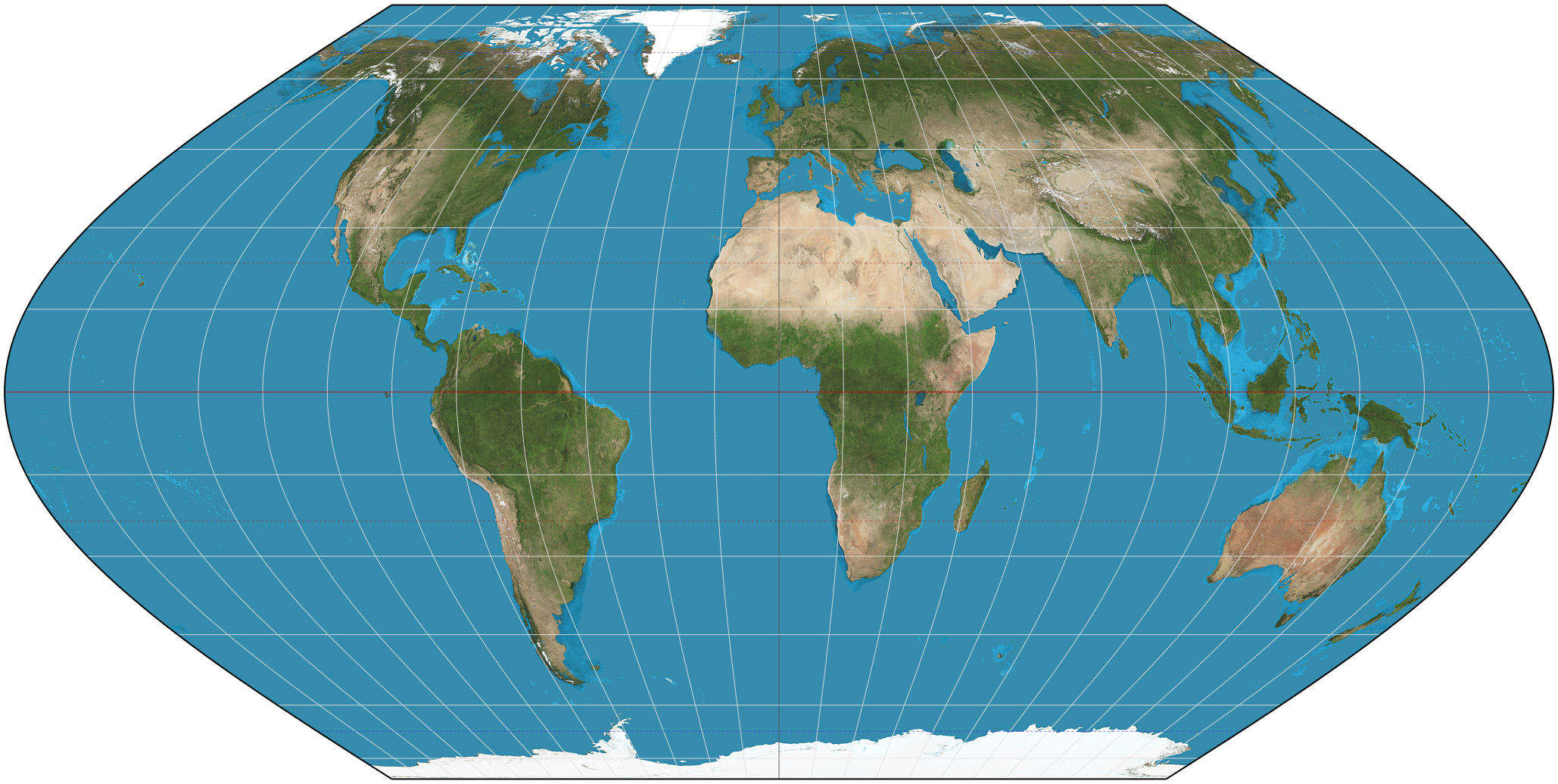
에케르트 제6도법으로 그려진 세계지도

에케르트 제6도법(Eckert 圖法)은 1906년에 독일인 에케르트가 발표한 6개의 도법 가운데 하나의 도법을 일컫는다. 또한 에케르트 제6도법은 1점에 불과한 극을 적도 길이의 반인 길이의 선으로 표시한 것이 특색으로, 극과 중앙 경선과 적도 길이의 비는 1：1：2로 되어 있다. 위선과 위선의 간격은 낮은 위도에서 높은 위도로 갈수록 좁게 되어 있다. 경선은 중앙 경선이 직선인 것 외 제6도법에서는 모두 사인 곡선이다.

## 같이 보기
- 에케르트 제4도법